# Masiu
Masiu è una municipalità di prima classe delle Filippine, situata nella Provincia di Lanao del Sur, nella Regione Autonoma nel Mindanao Musulmano.
Masiu è formata da 35 baranggay:
- Abdullah Buisan
- Alip Lalabuan
- Alumpang Paino Mimbalay
- Buadi Amloy
- Caramian Alim Raya
- Dalog Balut
- Gindolongan Alabat
- Gondarangin Asa Adigao
- Kalilangan
- Laila Lumbac Bacon
- Lakadun
- Lanco Dimapatoy
- Lomigis Sucod
- Lumbaca Ingud
- Mai Ditimbang Balindong
- Mai Sindaoloan Dansalan
- Macabangan Imbala
- Macadaag Talaguian

- Macalupang Lumbac Caramian
- Macompara Apa Mimbalay
- Magayo Bagoaingud
- Manalocon Talub
- Maranat Bontalis
- Matao Araza
- Mocamad Tangul
- Moriatao-Bai Labay
- Pantao
- Putad Marandang Buisan
- Sambowang Atawa
- Sawir
- Talub Langi
- Tamboro Cormatan
- Tomambiling Lumbaca Ingud
- Towanao Arangga
- Unda Dayawan